# Флаг Северной Голландии
Флаг Северной Голландии — официальный символ нидерландской провинции Северная Голландия. Состоит из трёх равновеликих горизонтальных полос жёлтого, красного и синего цветов. Соотношение ширины и длины флага составляет 2:3. Официально утверждён Советом депутатов Северной Голландии 22 октября 1958 года.

## Символика
Цветовая гамма соответствует гербу Северной Голландии, который образован путём совмещения старого герба Голландии с гербом Западной Фрисландии. Жёлтый и красный, традиционные голландские цвета, присутствуют также на флаге Южной Голландии. Жёлтый и синий — цвета Западной Фрисландии. Так как жёлтый цвет есть в символике обоих регионов, на флаге он помещён сверху.
- Герб Северной Голландии
- Герб Западной Фрисландии
- Флаг Западной Фрисландии
- Флаг Южной Голландии

## История
Флаг был принят 24 октября 1958 года, после того, как проект был одобрен Верховным дворянским советом Нидерландов. Текст с постановлением о принятии флага, включая его цветное изображение, был опубликован в выпуске № 67 газеты Provinciaal Blad van Noordholland за 1958 год. Неофициально жёлто-красно-синий триколор использовался уже несколько лет.
До середины XX века у нидерландских провинций не было собственных флагов. За 20 лет до принятия флага, в 1938 году, королева Вильгельмина праздновала сорокалетнюю годовщину правления, на которой все провинции Нидерландов были представлены флагами, основанными на цветах своих гербов. Для Северной Голландии был использован красно-жёлто-синий горизонтальный триколор. Причиной к изменению порядка цветов послужило то, что прежний вариант слишком похож на красно-бело-синий флаг Нидерландов.